# چشمه ریزه
چشمهٔ ریزه (به کردی: کانی ڕێزە) چشمه‌ای شفابخش برای بیماری کلیوی و سنگ کلیه است که در مسیر جوانرود به ثلاث باباجانی در ۱۰ کیلومتری شهر تازه‌آباد قرا دارد.